# Holger Barthel
Holger Barthel (* 17. November 1959 in Stuttgart) ist ein deutscher Filmregisseur und Drehbuchautor.

## Leben
Barthel erhielt 2005 eine Romy in der Kategorie „Bester Film“ für Die Heilerin. Vor seiner Tätigkeit als Regisseur war er 10 Jahre Regieassistent bei verschiedenen bedeutenden Regisseuren; u. a. bei Helmut Dietl, Reinhard Hauff, Volker Schlöndorff, Jo Baier, Hans W. Geissendörfer, Christian Wagner, Peter Fratzscher, Peter F. Bringmann und Niki List bei dessen Film Der Schatten des Schreibers von 1994 oder Werner – Beinhart! von 1990.

## Filmografie (Auswahl)

### Regie
- 1995: Kriminaltango
- 1996: Die Unzertrennlichen
- 1998: Zugriff (8 Folgen)
- 1999: Jagd auf Amor
- 1999: Schwarz greift ein: Die Brandstifter
- 1999: Schwarz greift ein: Die Fälschung
- 1999: SK Kölsch: Pilotfilm und Serie (6 Folgen)
- 2000–2002: Julia – Eine ungewöhnliche Frau
- 2001: S.O.S. Barracuda: Der Hai von Mallorca
- 2002: Ich gehöre dir
- 2002: In Liebe vereint
- 2002: S.O.S. Barracuda: Terror im Paradies
- 2004: Erbin mit Herz
- 2004: Tatort: Der Wächter der Quelle
- 2004: Die Heilerin
- 2005: Tatort: Tödliches Vertrauen
- 2006–2008: Der Winzerkönig
- 2007: Die Heilerin 2
- 2007: Lilly Schönauer: Für immer und einen Tag
- 2008: Lilly Schönauer: Und dann war es Liebe
- 2008: Lilly Schönauer: Hochzeit am See
- 2009: Lilly Schönauer: Paulas Traum
- 2009: Lilly Schönauer: Verliebt in einen Unbekannten
- 2010: Die Mutprobe (TV)
- 2010: Lilly Schönauer: Sommerkleid und Anzug
- 2010: Das Glück dieser Erde (Folgen 6–9)
- 2011: Tierärztin Dr. Mertens (Folgen 48–52)
- 2011: Ein Sommer in Kroatien - Briefe aus Rovinj
- 2012: SOKO Wien / Donau (3 Folgen)
- 2013: SOKO Wien / Donau (4 Folgen)
- 2013: Morden im Norden – Der Griff ins Leere
- 2013: Morden im Norden – Goldfinger
- 2014: Die Freischwimmerin
- 2014: Die Rosenheim-Cops (3 Folgen)
- 2014: SOKO Wien / Donau (4 Folgen)
- 2015: SOKO Wien / Donau (4 Folgen)
- 2015: Die Rosenheim-Cops (5 Folgen)
- 2016: SOKO Wien / Donau (4 Folgen)
- 2016: Die Rosenheim-Cops (5 Folgen)
- 2017: SOKO Wien / Donau (5 Folgen)
- 2018: SOKO Wien / Donau (5 Folgen)
- 2019: SOKO Wien / Donau (5 Folgen)
- 2020, 2024: SOKO Wien / Donau (6 Folgen)
- 2021: Walking on Sunshine (5 Folgen)
- 2022: Walking on Sunshine (6 Folgen)

### Drehbuch
- 2002: Ich gehöre dir
- 2002: In Liebe vereint
- 2004: Tatort: Der Wächter der Quelle

### Regieassistenz
- 1989: Waller's Last Trip
- 1990: Mit den Clowns kamen die Tränen
- 1990: Werner - Beinhart!
- 1990: Zug
- 1991: Wildfeuer
- 1993: Krücke
- 1993: Justiz
- 1994: Voll normaaal
- 1995: Hölleisengretl
- 1995: Kriminaltango - Münchner Freiheit
- 1995: Kriminaltango - Unter Verdacht
- 1995: Kriminaltango - Das Ultimatum
- 1995: Kriminaltango - Endlich zu dritt
- 1995: Die Sturzflieger